# Estevam Soares
Estevam Soares, właśc. Estevam Eduardo Lemos Soares (ur. 10 czerwca 1956 w Cafelândia, w stanie Parana) – brazylijski piłkarz, grający na pozycji pomocnika, trener piłkarski.

## Kariera piłkarska

### Kariera klubowa
W 1974 rozpoczął karierę piłkarską w Guarani FC. Potem występował w klubach XV de Jaú, São Paulo, Portuguesa, EC Bahia, Sport, Vitória, Ponte Preta, Sampaio Corrêa, Fluminense de Feira i Primavera, gdzie zakończył karierę w 1993 roku.

## Kariera trenerska
Karierę szkoleniowca rozpoczął w 1993 roku. Trenował kluby Primavera, AA Internacional, ABC, URT, Guarani FC, América Natal, CSA, Ponte Preta, Náutico, Olympic Beirut, CRB, Gama, SE Palmeiras, São Caetano, Coritiba, Al-Ittihad, Grêmio Barueri, Portuguesa, Guaratinguetá, Botafogo, Ceará, São Bernardo, Oeste, XV de Piracicaba, Atlético Sorocaba i Rio Claro.

## Sukcesy i odznaczenia

### Sukcesy trenerskie
CSA
- mistrz Campeonato Alagoano: 1999